# Ilia Chkolnik
 (décembre 2016).
Ilia Chkolnik, né en 1963 à Chișinău, est un musicien, trompettiste, compositeur, enseignant, pianiste et photographe vaudois.

## Biographie
Remarqué très jeune par son talent musical, il effectue sa scolarité à l'Ecole spéciale de musique de Moscou où il étudie la trompette, le piano et la composition, études qu'il perfectionne de 1980 à 1985 à l'Académie de musique Gnessin.
Sa carrière démarre rapidement puisque, en 1980, après avoir obtenu les premiers prix au concours de trompette de Tallin et de Prague, Ilia Chkolnik devient, à dix-sept ans, premier trompette stagiaire au Théâtre Bolchoï de Moscou avant d'y être engagé deux ans plus tard comme premier trompette. Il joue en soliste ou comme trompette solo jusqu'en 1989 avec les meilleurs orchestres de l'ex-URSS et sous la direction de chefs éminents. Il s'installe en 1989 en Suisse où il donne des master class, enseigne, joue dans différentes formations aussi bien la trompette que le piano et compose de nombreuses œuvres instrumentales, orchestrales ou vocales, dont certaines ont été enregistrées chez Deutsche Grammophon et chez BMG. Parmi ses compositions, on peut citer son concerto pour trompette de 1997 (éditions BIM, 1999), un Air pour trompette et orgue (Bim, 2000), Voici Noël pour trompette, soprano et piano (BIM, 2000), son très beau Premier concerto pour piano et orchestre pour enfants, composé en 1993 (BIM, 2000), ses Huit pièces sur des contes d'Andersen pour piano, composées entre 1986 et 1995 (BIM,2004), une Romance pour trompette et piano composée en 1989 (BIM, 2006) et un Monologue pour trompette seule (BIM, 2012).Depuis 1997, Ilia Chkolnik est musicien titulaire du Ballet Béjart de Lausanne.
Depuis quelques années, Ilia Chkolnik se passionne pour la salsa qu'il joue avec son propre groupe ou en tant que lead invité dans différents orchestres de Suisse. Par ailleurs, Ilia Chkolnik vit à Crissier; il poursuit ses activités musicales et son enseignement, et développe en parallèle une carrière de photographe.

## Sources
- « Ilia Chkolnik », sur la base de données des personnalités vaudoises sur la plateforme « Patrinum » de la Bibliothèque cantonale et universitaire de Lausanne.
- sites et références mentionnés
- Sallin, "Le tour du monde selon Maurice Béjart", Tribune de Genève, 2007/12/24, p. 29
- Pastori, Jean-Pierre, "De retour à la maison, le Béjart Ballet triomphe", 24 Heures, 2011/12/19, p. 29
- Caspary, "Le BBL sur les pas de Maurice Béjart autour du monde", 24 Heures, 2007/12/24, p. 28.